# John Ridgway
John Ridgway (4 maggio 1940) è un fumettista britannico.

## Carriera
Rigdway ha iniziato la propria carriera in principio a livello hobbistico, disegnando per la D.C. Thomson storie di Commando War Stories in Pictures, al fianco della propria carriera professionale di ingegnere progettista. Nel 1984 però divenne un professionista a tempo pieno nel settore, prestando la propria opera per diverse importanti riviste e case editrici come 2000 A.D., Guttenberghus, Marvel Comics e DC Comics.
I suoi lavori a colori si distinsero immediatamente per l'inedito realismo accoppiato a un delicato e fresco disegno a matita. Le due componenti combinate insieme diedero vita a uno stile dinamico che in parte rimanda alla vecchia scuola dei disegnatori inglesi quali l'artista Frank Hampson. Ciò ha reso Ridgway ideale per strip che duravano fin dagli anni sessanta come Summer Magic e The Famous Five di Enyd Bliton, ma è stato anche un tratto distintivo che lo ha portato alla fantascienza su larga scala come Babylon 5. Il suo portfolio di serie e personaggi è particolarmente ampio e include Doctor Who, Zoids, L'incredibile Hulk e My name is Chaos.
Rigdway è stato responsabile della linea grafica di molte serie, fra le quali Hellblazer (della quale ha disegnato il primo ciclo), Luke Kirby, Junker, segno anche dell'alta stima nella quale egli è stato tenuto nell'ambito di molte redazioni editoriali.
Egli è stato anche scelto per raffigurare per la prima e unica volta in ventotto anni di vita del personaggio Judge Dredd senza il suo caratteristico elmetto nel corso della saga Dead Man.
Ha recentemente continuato le proprie sperimentazioni grafiche incorporando nel proprio bagaglio di strumenti di lavoro l'uso della computer graphic e dei sistemi informatici.

## Opere
- Commando:
  - "Weekend Warriors" (in No. 748, 1973)
  - "Counter Spy" (in No. 864, 1974)
  - "No-Man's Land" (in No. 896, 1974)
  - "Advance!" (in #1490, 1981)
  - "The Line-Shooter" (in #1565, 1981)
  - "Depth-Charges Away!" (in #1654, 1982)
  - "Night of Reckoning" (in #3009, 1996)
  - "Honour!" (in #3362, 2000)
  - "Viking Slave" (in #3471, 2001), continues in;
  - "Free to Fight" (in #3482, 2001)
  - "Mountain Warfare" (in #3530, 2002)
  - "Unexploded Bomb!" (in #3546, 2002)
  - "H-Boat Hunt" (in #3830, 2005)
  - "The Final Flight" (in #3903, 2006)
  - "H-Boat Havoc" (in #3986, 2007)
  - "H-Boat Feud" (in #4035, 2007)
  - "The Axeman" (in #4060, 2007)
  - "H-Boat Hi-Jack" (con Alan Hebden, in #4098, 2008)
  - "The Fighting Fisherman" (con Bill Styles, in #4113, 2008)
  - "Commando versus Kommando" (con Alan Hebden, in #4121, 2008)
  - "The Lost Tanks" (con Alan Hebden, in #4140, 2008)
  - "The Fighting Brothers" (con Mike Knowles, in #4146, 2008)

- The Spiral Path (in Warrior #9–12, 1983)
- Young Marvelman (in Warrior No. 12, 1983)
- The Shroud (in Warrior No. 13, 1983)
- Marvelman Family (in Warrior No. 17, 1984)
- Home is the Sailor (in Warrior No. 17, 1984)
- Tharg's Future Shocks: "Doing Time" (con Alan Hebden, in 2000 AD No. 377, 1984)

- Doctor Who:
  - Primo Dottore:
    - "A Religious Experience" (con Tim Quinn, in Yearbook 1994)

  - Quinto Dottore:
    - "Blood Invocation" (con Alan Barnes, in Yearbook 1995)

  - Sesto Dottore:
    - "The Shape-Shifter" (con Steve Parkhouse, in Doctor Who Magazine #88–89, 1984)
    - "Voyager" (con Steve Parkhouse, in Doctor Who Magazine #90–94, 1984)
    - "Polly the Glot" (con Steve Parkhouse, in Doctor Who Magazine #95–97, 1984–1985)
    - "Once Upon a Time-Lord..." (con Steve Parkhouse, in Doctor Who Magazine #98–99, 1985)
    - "War-Game" (con Alan McKenzie, in Doctor Who Magazine #100–101, 1985)
    - "Funhouse" (con Alan McKenzie, in Doctor Who Magazine #102–103, 1985)
    - "Kane's Story" / "Abel's Story" / "The Warrior's Story" / "Frobisher's Story" (con Alan McKenzie, in Doctor Who Magazine #104–107, 1985)
    - "Exodus" / "Revelation!" / "Genesis!" (con Alan McKenzie, in Doctor Who Magazine #108–110, 1986)
    - "Nature of the Beast" (con Simon Furman, in Doctor Who Magazine #111–113, 1986)
    - "Time Bomb" (con Jamie Delano, in Doctor Who Magazine #114–116, 1986)
    - "Salad Daze" (con Simon Furman, in Doctor Who Magazine No. 117, 1986)
    - "Changes" (con Grant Morrison, in Doctor Who Magazine #118–119, 1986)
    - "Profits of Doom!" (con Mike Collins e chine di Tim Perkins, in Doctor Who Magazine #120–122, 1987)
    - "The Gift" (con Jamie Delano e chine di Tim Perkins, in Doctor Who Magazine #123–126, 1987)
    - "The World Shapers" (con Grant Morrison e chine di Tim Perkins, in Doctor Who Magazine #127–129, 1987)
    - "Facades" (con Scott & David Tipton), in Prisoners of Time No. 6, 2013

- - Settimo Dottore:
    - "A Cold Day in Hell" (con Simon Furman, in Doctor Who Magazine #130–133, 1987–1988)
    - "Echoes of the Mogor" (con Dan Abnett, in Doctor Who Magazine #143–144, 1988–1989)
    - "Hunger From the Ends of Time" (con Dan Abnett, in The Incredible Hulk Presents #2–3; ristampato in Doctor Who Magazine #157–158, 1990)
    - "Train-Flight" (con Andrew Donkin/Graham S. Brand, in Doctor Who Magazine #159–161, 1990)
    - "Memorial" (con Warwick Gray, in Doctor Who Magazine No. 191, 1992)
    - "Cat Litter" (con Marc Platt, in Doctor Who Magazine No. 192, 1992)
    - "Flashback" (con Warwick Gray, in Winter Special 1992)
    - "Time and Time Again" (con Paul Cornell, in Doctor Who Magazine No. 207, 1993)
    - "Cuckoo" (con Dan Abnett, in Doctor Who Magazine #208–210, 1993)
    - "Uninvited Guest" (con Warwick Gray, in Doctor Who Magazine No. 211, 1993)

- Torchwood
  - "Overture: A Captain Jack Adventure" (con Gary Russell), in Torchwood Magazine No. 25, 2010

- The Liberators (con Grant Morrison, in Warrior No. 26 & the Warrior/Comics International flipbook, 1985 & 1996)

- Transformers: "Man of Iron" pt 1–2 (in Transformers #9–10, 1985, No. 33 [US] 1987)

- Spider-Man and the Zoids #36–37: "Bits and Pieces" (con Grant Morrison, 1986)

- One-Off: "Candy and the Catchman" (con Grant Morrison, in 2000 AD No. 491, 1986)

- Judge Dredd:
  - "The Raggedy Man" (con John Wagner e Alan Grant, in 2000 AD #525-26, 1987)
  - "Twister" (con John Wagner, in 2000 AD #588–591, 1988)
  - "A Night at the Opera" (con John Wagner, in 2000 AD No. 597, 1988)
  - "Alzhiemer's Block" (con John Wagner, in 2000 AD #605–606, 1988)
  - "Radlander" (con John Wagner, in Judge Dredd Megazine #4.16–4.18, 2002)
  - "Damned Ranger" (con John Wagner, in Judge Dredd Megazine #218–220, 2004)
  - "Cursed Earth Rules" (con Simon Spurrier, in Judge Dredd Megazine No. 236, 2005)

- The Journal of Luke Kirby (con Alan McKenzie):
  - "Summer Magic" (in 2000 AD #571–577, 1988)
  - "The Dark Path" (in 2000 AD Sci-Fi Special 1990)
  - "The Night Walker" (in 2000 AD #800–812, 1992)
  - "Sympathy for the Devil Prologue" (in 2000 AD #850–851, 1993)
  - "Trick or Treat" (in 2000 AD 1994 Yearbook, 1993)
  - "The Price" (in 2000 AD No. 972, 1995)

- The Dead Man (con John Wagner, in 2000 AD #650–662, 1989–1990)

- Junker (con Michael Fleisher)
  - "Junker Part 1" (in 2000 AD #708–716, 1990–1991)
  - "Junker Part 2" (in 2000 AD #724–730, 1991)

- Strontium Dog: "The Walking Lady (An Untold Tale)" (con Peter Hogan, in 2000AD Sci-Fi Special 1992)

- Calhab Justice (con Jim Alexander):
  - "Calhab Justice" (in Judge Dredd Megazine #2.10–2.13, 1992)
  - "Hogmanay" (in Judge Dredd Megazine #2.18, 1992)
  - "Family Snapshot" (in Judge Dredd Megazine #2.64–2.66, 1994)

- Vector 13:
  - "Case One: Who Was the Mothman?" (con Shaky Kane, in 2000 AD No. 951, 1995)
  - "Case Seven: Are They Cats?" (con Peter Hogan, in 2000 AD No. 957, 1995)
  - "Case One: Berserkers" (con Brian Williamson, in 2000 AD #965, 1995)
  - "Case Six: A Salver in the Heavens" (con Dan Abnett, in 2000 AD No. 970, 1995)
  - "Case Eight: Worlds at War" (con Dan Abnett, in 2000 AD No. 995, 1996)
  - "Case Ten: Video Nasty" (con Pat Mills, in 2000 AD No. 997, 1996)

- Babylon 5 (scritto da Timothy DeHaas, su un soggetto di J. Michael Straczynski, DC Comics)
  - "With Friends Like These..." (in Babylon 5 No. 5, 1995)
  - "Against the Odds" (in Babylon 5 No. 6, 1995)
  - "Survival the Hard Way" (in Babylon 5 No. 7, 1995)
  - "Silent Enemies" (in Babylon 5 No. 8, 1995)
  - "The Psi Corps and You!" (in Babylon 5 No. 11, 1995)

- Darkness Visible (con Nick Abadzis, in 2000 AD #975–979, 1996)

- Missionary Man: "Place of the Dead" (con Gordon Rennie, in Judge Dredd Megazine #4.9–4.13, 2002)

- Armitage: "Apostasy in the UK" (con Dave Stone, in Judge Dredd Megazine #212–213, 2003)

- Middenface McNulty (con Alan Grant):
  - "Mutopia" (in Judge Dredd Megazine #205–207, 2003)
  - "Killoden" (in Judge Dredd Megazine #224–229, 2004–2005)

- Hellblazer (con Jamie Delano):
  - "Hunger" (in Hellblazer #1, 1988)
  - "A Feast of Friends" (in Hellblazer #2, 1988)
  - "Going For It" (in Hellblazer #3, 1988)
  - "Waiting for the Man" (in Hellblazer #4, 1988)
  - "When Johnny Comes Marching Home" (in Hellblazer #5, 1988)
  - "Extreme Prejudice" (in Hellblazer #6, 1988)
  - "Ghosts in the Machine" (in Hellblazer #7, 1988)
  - "Intensive Care" (in Hellblazer #8, 1988)
  - "Shot to Hell" (in Hellblazer #9, 1988)

- Hook, #1-4, 1991

- The Incredible Hulk, #335, 1968

- Prince Valiant, #1-4, 1994

- The Punisher
  - "Back to School" (in The Punisher Back to School Special #1, 1992)
  - "Silent Night" (in The Punisher Holiday Special #2, 1993)

- Solomon Kane, #6, 1986

- The Spectre
  - "Spear of Destiny" (in The Spectre #20, 1994)
  - "The Door of the Solstice" (in The Spectre #26, 1995)
  - "Blood Suckers" (in The Spectre #34, 1995)
  - "Acts of God" (in The Spectre #45, 1996)

- Swamp Thing, #67, 1987